# 바니시 (소프트웨어)
바니시(Varnish)는 내용이 많은 동적 웹사이트, API를 위해 설계된 HTTP 가속기이다. 클라이언트 사이드 캐시 역할로 시작된 스퀴드, 주로 오리진(원본) 서버인 Nginx, 아파치 등 다른 웹 가속기와 달리 바니시는 HTTP 가속기로 설계되었다. 바니시는 FTP, SMTP, 기타 통신 프로토콜을 지원하는 다른 프록시 서버와 달리 HTTP에만 특화되어 있다.
바니시는 위키백과, 온라인 신문 사이트(예: 뉴욕 타임스, 가디언, The Hindu, 코리에레 델라 세라), 소셜 미디어 및 콘텐츠 사이트(예: 페이스북, 트위터, 레딧, 비메오, 텀블러)를 포함한 웹사이트에 사용된다. 2012년에 웹 상의 10,000개 사이트 중 5%가 이 소프트웨어를 사용하였다.

## 부하 분산
바니시는 라운드 로빈과 랜덤 디렉터를 사용하여 부하 분산을 지원한다. 기본적인 백엔드 헬스(health) 검사도 사용할 수 있다.

## 같이 보기
- 프록시 서버
- 리버스 프록시